# Parachironomus coronatus
Parachironomus coronatus är en tvåvingeart som först beskrevs av Jean-Jacques Kieffer 1922.  Parachironomus coronatus ingår i släktet Parachironomus och familjen fjädermyggor. Inga underarter finns listade i Catalogue of Life.